# Campionato europeo femminile under 19 di calcio 2020
Il Campionato europeo femminile under 19 di calcio 2020 avrebbe dovuto essere la 23ª edizione, comprese le prime quattro giocate da formazioni Under-18, del torneo che, organizzato con cadenza annuale dall'Union of European Football Associations (UEFA), è riservato alle rappresentative nazionali di calcio femminile giovanili dell'Europa le cui squadre sono formate da atlete al di sotto dei 19 anni d'età, in questa edizione dopo il 1º gennaio 2001.
La fase finale, come decretato dagli organi governativi in data 9 dicembre 2016, si sarebbe dovuta disputare in Georgia dal 21 luglio al 2 agosto 2020, riproponendo la formula della precedente edizione che vedeva ammesse otto squadre, con la nazionale del paese organizzatore qualificata direttamente, tuttavia a causa della Pandemia di COVID-19 la federazione europea decise, comunicandolo il 1º aprile 2020, di annullare il torneo prima dell'inizio della fase élite di qualificazione.

## Qualificazioni
La competizione viene disputata da 49 nazionali affiliate alla UEFA, con la nazionale georgiana qualificata automaticamente come paese ospitante e le altre 48 che si affrontano nella fase di qualificazione per la conquista dei sette posti rimanenti per la fase finale. Le qualificazioni si svolgono in due fasi, la fase di qualificazione, disputata nell'autunno 2019, e la successiva fase élite che si disputerà nella primavera 2020.

### Squadre qualificate
La seguente tabella riporta le otto nazionali qualificate per la fase finale del torneo:
| Nazionale      | Metodo di qualificazione        | fasi finali disputate | Ultima qualificazione | Migliore risultato nel torneo |
| -------------- | ------------------------------- | --------------------- | --------------------- | ----------------------------- |
| Georgia        | Ospitante                       | 1                     | -                     | Debutto                       |
| non conosciuta | Vincitrice fase élite, Gruppo 1 | -                     | -                     | -                             |
| non conosciuta | Vincitrice fase élite, Gruppo 2 | -                     | -                     | -                             |
| non conosciuta | Vincitrice fase élite, Gruppo 3 | -                     | -                     | -                             |
| non conosciuta | Vincitrice fase élite, Gruppo 4 | -                     | -                     | -                             |
| non conosciuta | Vincitrice fase élite, Gruppo 5 | -                     | -                     | -                             |
| non conosciuta | Vincitrice fase élite, Gruppo 6 | -                     | -                     | -                             |
| non conosciuta | Migliore 2ª fase élite          | -                     | -                     | -                             |

## Fase a gironi
Si qualificano alla fase ad eliminazione diretta le prime due classificate di ciascuno dei due gruppi.
In caso di parità di punti tra due o più squadre di uno stesso gruppo, le posizioni in classifica verranno determinate prendendo in considerazione, nell'ordine, i seguenti criteri:
1. maggiore numero di punti negli scontri diretti tra le squadre interessate (classifica avulsa);
2. migliore differenza reti negli scontri diretti tra le squadre interessate (classifica avulsa);
3. maggiore numero di reti segnate negli scontri diretti tra le squadre interessate (classifica avulsa);
4. se, dopo aver applicato i criteri dall'1 al 3, ci sono squadre ancora in parità di punti, i criteri dall'1 al 3 si riapplicano alle sole squadre in questione. Se continua a persistere la parità, si procede con i criteri dal 5 al 9;
5. migliore differenza reti;
6. maggiore numero di reti segnate;
7. tiri di rigore se le due squadre sono a parità di punti al termine dell'ultima giornata;
8. classifica del fair play;
9. sorteggio.

### Gruppo A
| Pos. | Squadra        | Pt | G | V | N | P | GF | GS | DR |
| ---- | -------------- | -- | - | - | - | - | -- | -- | -- |
| 1.   | Georgia        | 0  | 0 | 0 | 0 | 0 | 0  | 0  | 0  |
| 2.   | non conosciuta | 0  | 0 | 0 | 0 | 0 | 0  | 0  | 0  |
| 3.   | non conosciuta | 0  | 0 | 0 | 0 | 0 | 0  | 0  | 0  |
| 4.   | non conosciuta | 0  | 0 | 0 | 0 | 0 | 0  | 0  | 0  |

| 21 luglio 2020 | Georgia | – | non conosciuta |  |

| 21 luglio 2020 | non conosciuta | – | non conosciuta |  |

| 24 luglio 2020 | Georgia | – | non conosciuta |  |

| 24 luglio 2020 | non conosciuta | – | non conosciuta |  |

| 27 luglio 2020 | non conosciuta | – | Georgia |  |

| 27 luglio 2020 | non conosciuta | – | non conosciuta |  |

### Gruppo B
| Pos. | Squadra        | Pt | G | V | N | P | GF | GS | DR |
| ---- | -------------- | -- | - | - | - | - | -- | -- | -- |
| 1.   | non conosciuta | 0  | 0 | 0 | 0 | 0 | 0  | 0  | 0  |
| 2.   | non conosciuta | 0  | 0 | 0 | 0 | 0 | 0  | 0  | 0  |
| 3.   | non conosciuta | 0  | 0 | 0 | 0 | 0 | 0  | 0  | 0  |
| 4.   | non conosciuta | 0  | 0 | 0 | 0 | 0 | 0  | 0  | 0  |

| 21 luglio 2020 | non conosciuta | – | non conosciuta |  |

| 21 luglio 2020 | non conosciuta | – | non conosciuta |  |

| 24 luglio 2020 | non conosciuta | – | non conosciuta |  |

| 24 luglio 2020 | non conosciuta | – | non conosciuta |  |

| 27 luglio 2020 | non conosciuta | – | non conosciuta |  |

| 27 luglio 2020 | non conosciuta | – | non conosciuta |  |

## Fase a eliminazione diretta

### Tabellone
|  | Semifinali | Semifinali     | Semifinali |                |                | Finale | Finale | Finale |  |
|  |            |                |            |                |                |        |        |        |  |
|  | A1         | non conosciuta |            |                |                |        |        |        |  |
|  | A1         | non conosciuta |            |                |                |        |        |        |  |
|  | B2         | non conosciuta |            |                |                |        |        |        |  |
|  | B2         | non conosciuta |            | A1             | non conosciuta |        |        |        |  |
|  |            |                |            | A1             | non conosciuta |        |        |        |  |
|  |            |                | B1         | non conosciuta |                |        |        |        |  |
|  | B1         | non conosciuta | B1         | non conosciuta |                |        |        |        |  |
|  | B1         | non conosciuta |            |                |                |        |        |        |  |
|  | A2         | non conosciuta |            |                |                |        |        |        |  |

### Semifinali
| 30 luglio 2020 | non conosciuta | – | non conosciuta |  |

| 30 luglio 2020 | non conosciuta | – | non conosciuta |  |

### Finale
| 2 agosto 2020 | non conosciuta | – | non conosciuta |  |